# Diego Fourbet
Pas d'image ? Cliquez ici
Diego Fourbet, né le 19 décembre 2002, est un grimpeur français.

## Carrière
Diego Fourbet est médaillé d'or en difficulté aux Jeux européens de 2023 à Tarnów.